# Karolina Zioło-Pużuk
Karolina Zioło-Pużuk (ur. 2 stycznia 1979 w Kielcach) – polska polityk i językoznawca, doktor nauk humanistycznych, zastępca szefa Kancelarii Senatu (2020–2025), sekretarz stanu w Ministerstwie Nauki i Szkolnictwa Wyższego (od 2025), nauczyciel akademicki, prodziekan Wydziału Nauk Humanistycznych Uniwersytetu Kardynała Stefana Wyszyńskiego w Warszawie (2021–2025).

## Życiorys
Urodziła się 2 stycznia 1979 w Kielcach. W 2003 ukończyła studia magisterskie z kulturoznawstwa na Uniwersytecie Warszawskim. Od września 2004 do stycznia 2005 była stypendystką na Uniwersytecie w Sheffield w Anglii, gdzie w 2006 została wykładowcą, a w 2010 obroniła doktorat w dziedzinie nauk humanistycznych na podstawie dysertacji pt. Od inspiracji do separacji: literatura rosyjska w polskim drugim obiegu wydawniczym 1976–1989. W 2014 zaczęła wykładać na Uniwersytecie Kardynała Stefana Wyszyńskiego w Warszawie, gdzie w 2017 objęła stanowisko adiunkta, a w październiku 2020 kierownika Centrum Badań nad Dydaktyką Języka i Literatury. W latach 2021–2024 była prodziekanem ds. studenckich Wydziału Nauk Humanistycznych UKSW, wybrana nim ponownie na kadencję 2024–2028 (odwołana w styczniu 2025 po nominowaniu jej na stanowisko wiceministra nauki i szkolnictwa wyższego). W pracy dydaktyczno-badawczej zajmuje się zagadnieniem nauczania języka polskiego jako obcego, alternatywnymi metodami dydaktyki języków obcych, komunikacją międzykulturową oraz komunikacją w obszarze zdrowia i public relations. 
Od 2001 pracuje również w administracji publicznej. W latach 2001–2003 była asystentką rzecznika rządu Leszka Millera, a w latach 2003–2005 pełniła funkcję doradcy Ministra Kultury i Dziedzictwa Narodowego Waldemara Dąbrowskiego. Od marca do września 2005 była głównym specjalistą Polskiej Agencji Informacji i Inwestycji Zagranicznych. W latach 2010–2016 była doradcą, a następnie kierownikiem zespołu ds. społecznej odpowiedzialności organizacji w Narodowym Banku Polskim. W 2020 Tomasz Grodzki mianował ją zastępczynią Szefa Kancelarii Senatu (w randze wiceministra). 
Była radną dzielnicy Żoliborz w kadencji 2000–2002. Nie uzyskała reelekcji w wyborach samorządowych w 2002, startując z listy SLD-UP. W wyborach samorządowych w kwietniu 2024 z listy Lewicy uzyskała mandat radnej m.st. Warszawy. Startowała także w wyborach do Parlamentu Europejskiego w czerwcu 2024, nie uzyskała jednak wystarczającego poparcia. 
W styczniu 2025 objęła stanowisko sekretarza stanu w Ministerstwie Nauki i Szkolnictwa Wyższego.
Współpracowała z Centrum im. Ignacego Daszyńskiego i Fundacją im. Friedricha Eberta. Należy do British Association for Soviet, Slavonic and East European Studies (BASSEES) oraz Stowarzyszenia „Bristol” Polskich i Zagranicznych Nauczycieli Kultury Polskiej i Języka Polskiego jako Obcego. 
W 2020 w rozmowie w Polskim Radiu 24 krytycznie wypowiedziała się na temat powrotu Donalda Tuska do polskiej polityki.

## Wyniki w wyborach ogólnopolskich
| Wybory | Komitet wyborczy | Komitet wyborczy | Organ                           | Okręg | Wynik          |
| ------ | ---------------- | ---------------- | ------------------------------- | ----- | -------------- |
| 2024   |                  | Nowa Lewica      | Parlament Europejski X kadencji | nr 4  | 16 368 (1,25%) |

## Życie prywatne
Żona Jacka Pużuka (byłego przewodniczącego Sojuszu Lewicy Demokratycznej na Mazowszu), matka dwóch córek.

## Wybrane publikacje
- Zioło-Pużuk K., Szczęść Boże! Skrypt do nauki języka polskiego jako obcego dla osób duchownych i zakonnych, Wydawnictwo Naukowe UKSW w Warszawie, Warszawa 2021, ISBN 978-83-8090-835-2.
- Zioło-Pużuk K. (red.), Refleksyjny praktyk: o pracy nauczyciela języka polskiego jako obcego, Wydawnictwo Naukowe UKSW w Warszawie, Warszawa 2020, ISBN 978-83-8090-794-2.
- Zioło-Pużuk K. (red.), Panorama glottodydaktyki polonistycznej : wyzwania, pytania, kierunki, Wydawnictwo Naukowe UKSW w Warszawie, Warszawa 2019, ISBN 978-83-8090-534-4.
- Zioło-Pużuk K. (red.), Zaszczep się wiedzą o szczepieniach: propozycje zajęć z profilaktyki chorób zakaźnych dla uczniów przedszkoli, szkół podstawowych i ponadpodstawowych, Wydawnictwo Naukowe UKSW w Warszawie, Warszawa 2019, ISBN 978-83-8090-649-5.
- Smuniewska J., Zioło-Pużuk K., Elementarz Polaka: pomoc edukacyjna z zakresu historii Polski i wiedzy o społeczeństwie dla osób z niepełnosprawnością intelektualną, Stowarzyszenie „Dobrze, że jesteś”, Sandomierz 2015, ISBN 978-83-257-0912-9.